# Friedhof Hallein

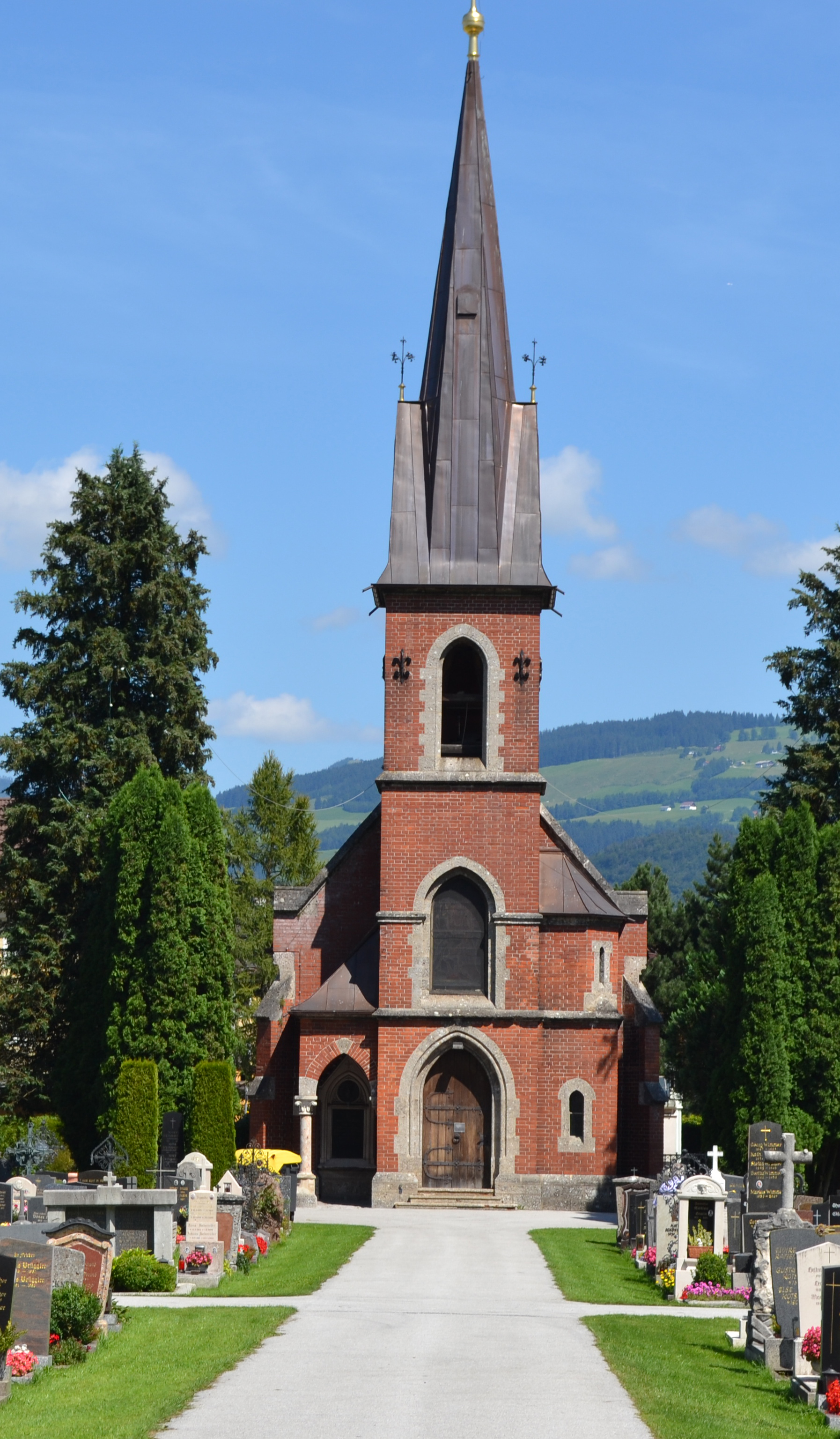
Friedhofskapelle in Hallein

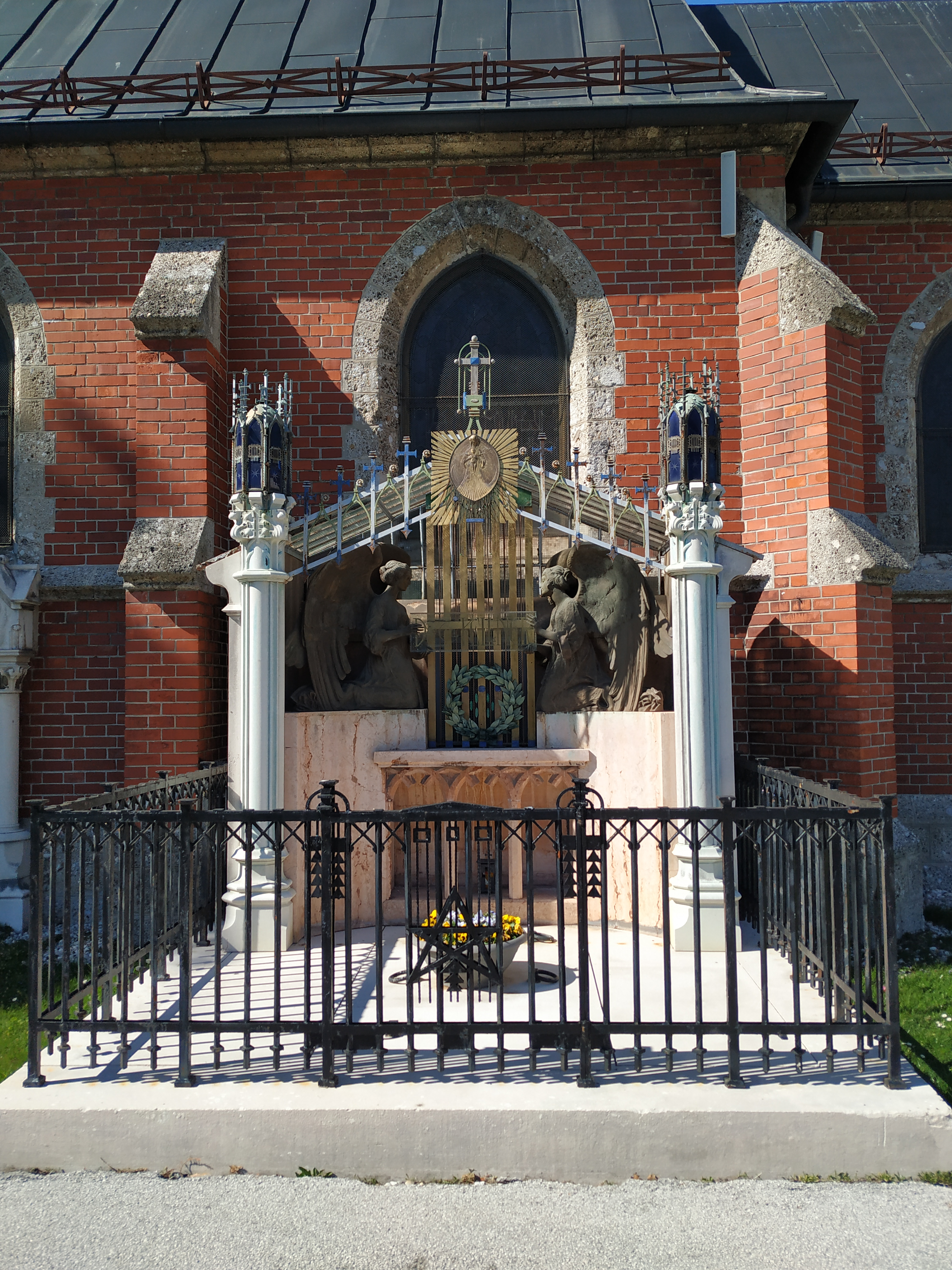
Grabmal zu Karl Kellner

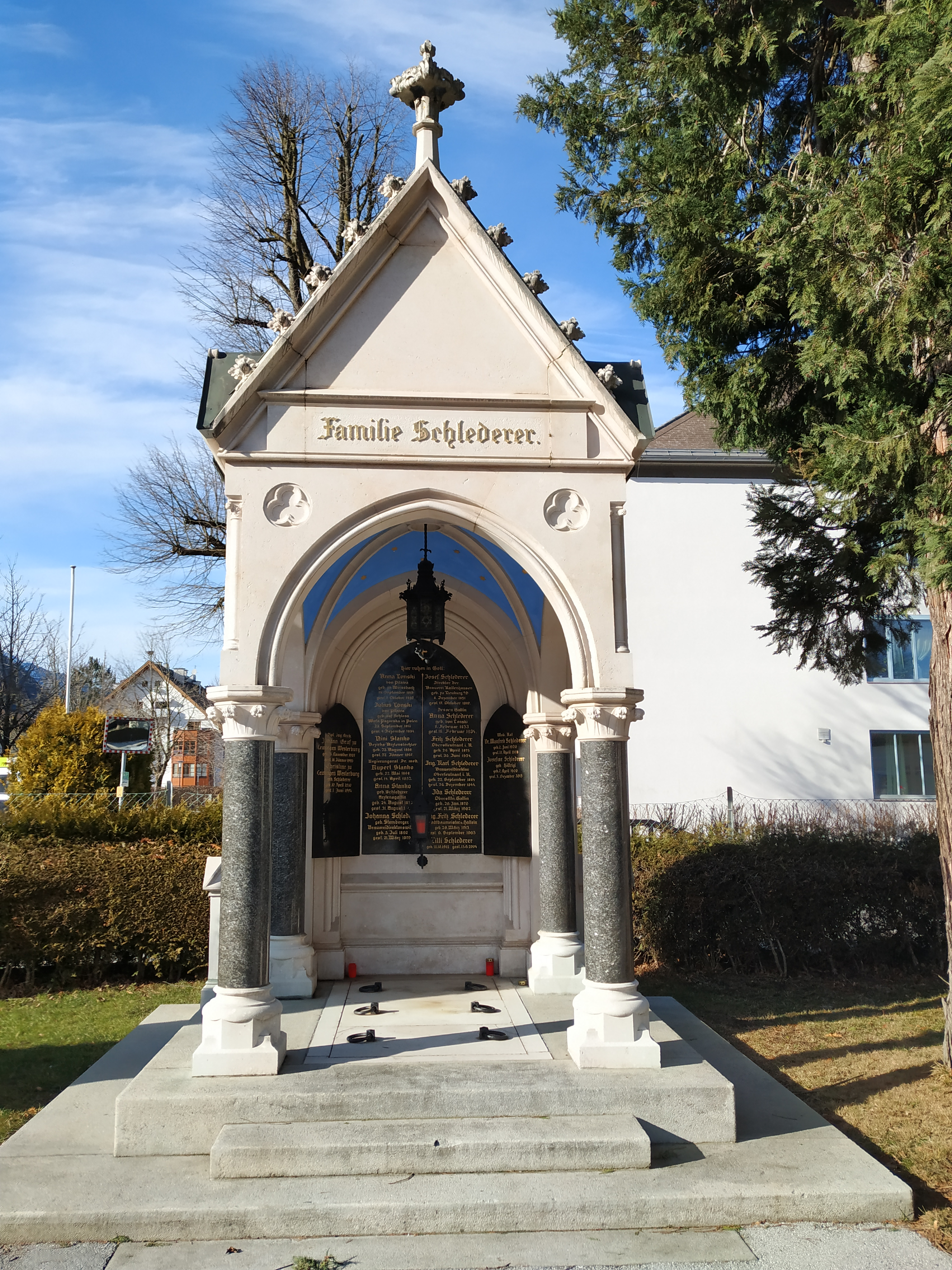
Kapelle der Familie Schlederer

Das Friedhof Hallein befindet sich bei der Anton-Neumayr-Brücke östlich der Salzach an der Döttlstraße im Stadtteil Burgfried in der Stadtgemeinde Hallein im Land Salzburg. Die Friedhofskapelle und die Schledererkapelle stehen unter Denkmalschutz.

## Geschichte
Der städtische Friedhof wurde 1880 gegründet. Die neugotische Friedhofskapelle wurde 1895 als Ziegelbau erbaut.

## Friedhofskapelle
Die Friedhofskapelle zeigt am Langhaus abgetreppte Strebepfeiler, der Chor schließt mit einer geraden Wand, im Osten ist eine polygonal geschlossene Sakristei angebaut, im Westen steht ein hoher dreigeschoßiger Turm, er trägt einen Spitzhelm, südlich ist ein durch das Turmerdgeschoß betretbarer Treppenturm angebaut.
Das Innere der Kapelle zeigt ein Langhaus unter einer Deckenkonstruktion aus Holz, der spitzbogige Triumphbogen ist gekehlt. Die Glasfenster aus 1895, geschaffen vom Halleiner Glasermeister Georg Schuler, zeigen die Heiligen Augustinus, Georg, Benedikt, Elisabeth, Josef, Otto, Johannes der Täufer und Felix. Ein Glasfenster aus 1895 in der Westwand zeigt Kaiser Franz Joseph I. kniend vor der Maria mit Kind.
Die Einrichtung der Kapelle beinhaltet einen neugotischen Altar aus 1899, er trägt die Figur Auferstandener und Figuren der Heiligen Matthias und Theresia, das Relief an der Predella zeigt die Heilung eines Blutflüssigen und die Auferweckung des Lazarus, mit J. Piger bezeichnet.

## Grabdenkmäler
- An der äußeren südlichen Wand der Friedhofskapelle befindet sich ein sezessionistisches Monumentalgrab zum Industriellen Karl Kellner, geschaffen von Wilhelm Hejda 1906.
- Nördlich am Turm befindet sich eine Arkade mit einem Gedenkstein zum Bürgermeister Josef Schöndorfer (1849–1900).
- Die Kapelle der Familie Schlederer steht unter Denkmalschutz.